# Anoplocephala perfoliata
Anoplocephala perfoliata ist ein Bandwurm aus der Familie der Anoplocephalidae. Er ist der häufigste Bandwurm bei Pferden, besiedelt vor allem den Bereich der Ileozäkalklappe und kann Verdauungsstörungen und Koliken auslösen.
Anoplocephala perfoliata ist 2,5 bis 8 cm lang und 0,8 bis 1,4 cm breit. Der Scolex hat einen Durchmesser von bis zu 3 mm und trägt vier Saugnäpfe, hinter denen, im Unterschied zu A. magna je ein ohrenförmiger Lappen ausgebildet ist. Die Bandwurmkette besteht aus 70–90 Proglottiden. Die Eier sind 65–80 µm groß und enthalten eine 16 µm große Onkosphäre. Als Zwischenwirt fungieren Moosmilben. Die Präpatenzperiode beträgt 6 Wochen bis 4 Monate.